# 뉴욕 골든 블레이즈
| 뉴욕 레이더스 뉴욕 골든 블레이즈 저지 나이츠 | |
| 디비전                                       | 이스트 디비전 (1972년~1974년)                                                                                      |
| 설립연도                                     | 1972년 |
| 해체연도                                     | 1974년 |
| 역사                                         | 뉴욕 레이더스 (1972년~1973년) 뉴욕 골든 블레이즈 (1973년) 저지 나이츠 (1973년) 샌디에이고 매리너스 (1974년~1977년) |
| 경기장                                       | 매디슨 스퀘어 가든 체리 힐 아레나                                                                                  |
| 연고지                                       | 뉴욕주 뉴욕 뉴저지주 체리 힐                                                                                       |
| 상징색                                       | 《뉴욕 레이더스》 오렌지, 파랑 《뉴욕 골든 블레이즈》 노랑, 밝은 자주 《저지 나이츠》 오렌지, 파랑                 |
| 구단주                                       | - |
| 단장                                         | - |
| 감독                                         | - |
| 애브코 월드 트로피                           | - |
| 시즌 우승                                    | - |
| 디비전 우승                                  | |
| 영구 결번                                    | - |

뉴욕 레이더스/뉴욕 골든 블레이즈/저지 나이츠(New York Raiders/New York Golden Blades/Jersey Knights)는 1972년부터 1974년까지 뉴욕주 뉴욕/뉴저지주 체리 힐을 연고지로 하는 WHA 소속 아이스 하키팀이다.
1974년 연고지를 캘리포니아주 샌디에이고 (샌디에이고 매리너스)로 이전했다.

## 역대 홈경기장
| 경기장                                       | 사용기간      | 수용인원 | 장소             | 비고 |
| -------------------------------------------- | ------------- | -------- | ---------------- | ---- |
| 뉴욕 레이더스/뉴욕 골든 블레이즈/저지 나이츠 |               |          |                  |      |
| 매디슨 스퀘어 가든                           | 1972년~1974년 | 18,006명 | 뉴욕주 뉴욕      | 빈칸 |
| 체리 힐 아레나                               | 1973년~1974년 | 4,416명  | 뉴저지주 체리 힐 | 빈칸 |